# 벨로나섬

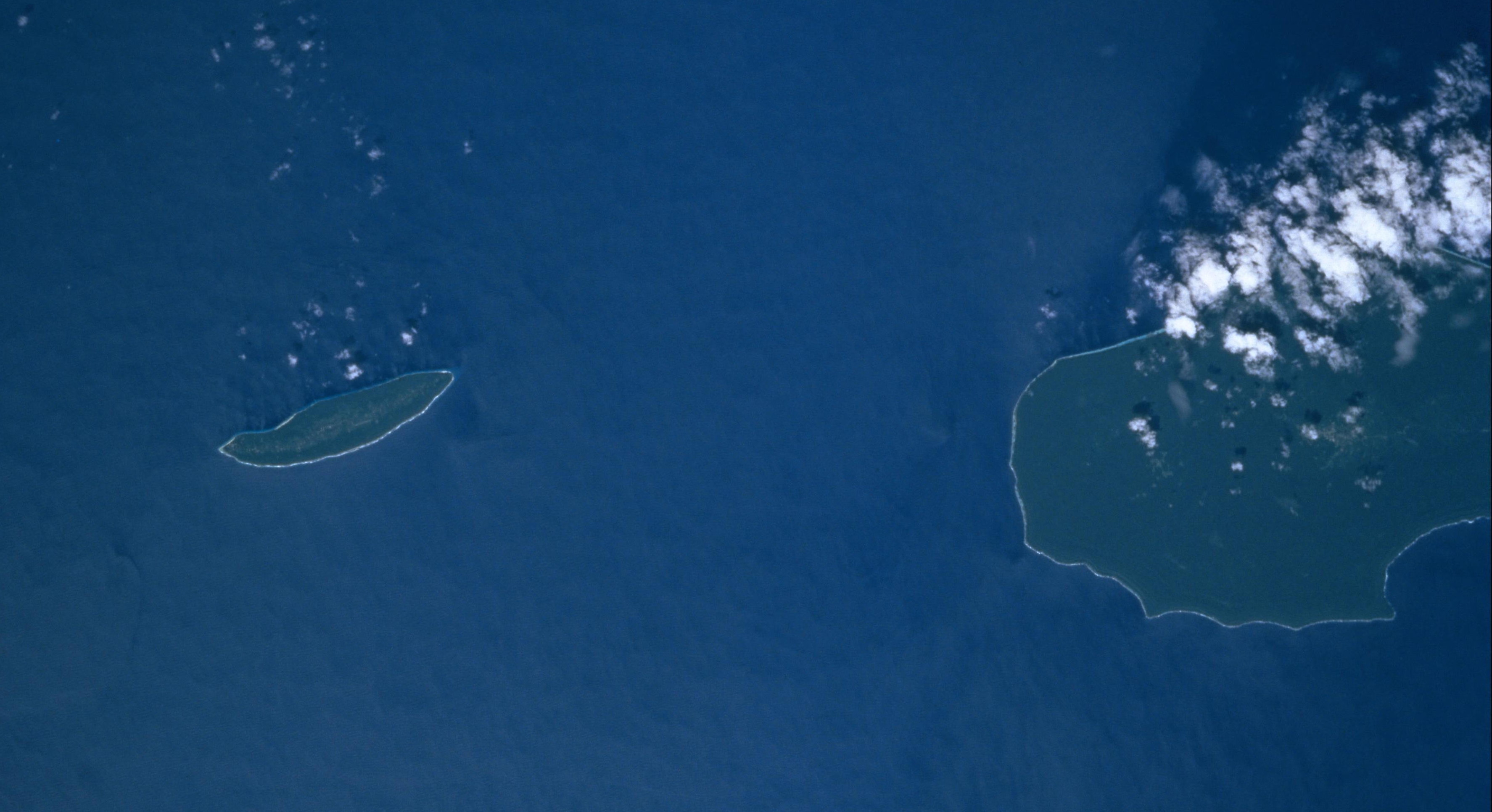
벨로나 섬 위성사진 (왼쪽이 벨로나 섬)

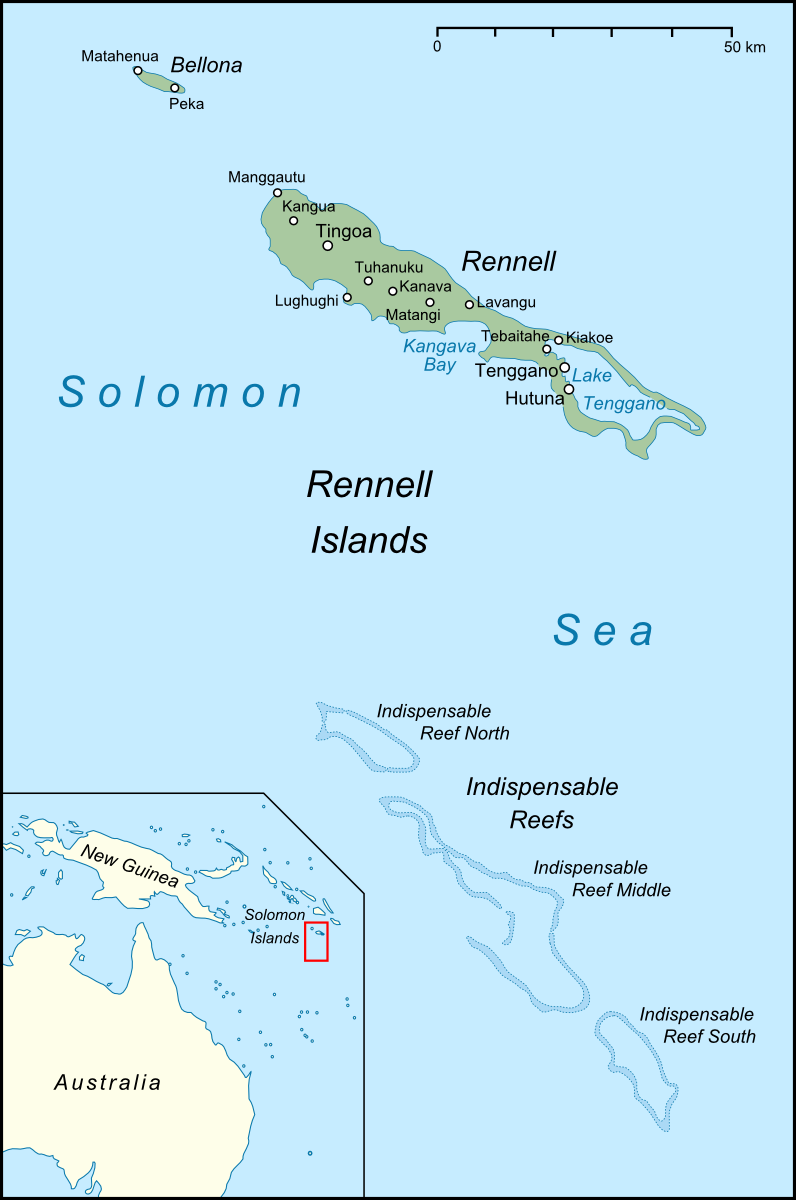
벨로나 섬의 위치

벨로나섬(Bellona Island)는 남태평양과 솔로몬 제도에 위치한 섬으로, 면적은 17km2이며 길이는 10km, 너비는 2.5km이다. 행정 구역상으로는 렌넬벨로나 주에 속한다.
섬 안에는 10개 마을이 있으며 주민들 대부분은 폴리네시아인이다.